# Erich Warsitz

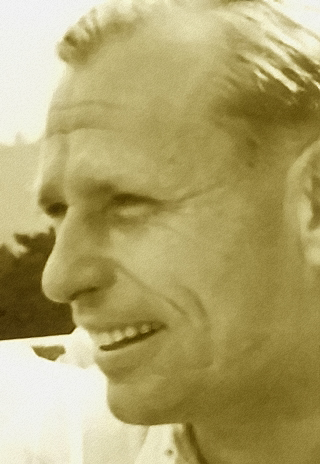
Erich Warsitz (1942)

Erich (Karl) Warsitz (* 18. Oktober 1906 in Hattingen; † 12. Juli 1983 in Lugano/Schweiz) war ein deutscher Testpilot. Er wurde bekannt, als er im Auftrag des Reichsluftfahrtministeriums bei den Heinkel-Werken maßgeblich an der Entwicklung und den Testflügen von raketen- und düsengetriebenen Flugzeugen beteiligt war. So führte er den ersten Flug eines mit einem Flüssigraketentriebwerk ausgerüsteten Flugzeuges, der Heinkel He 176, am 20. Juni 1939 durch. Der Jungfernflug des ersten durch ein Strahltriebwerk angetriebenen Flugzeuges, einer Heinkel He 178, erfolgte ebenfalls durch ihn am 27. August 1939 in Rostock-Marienehe.

## Biografie

### Luftfahrtkarriere

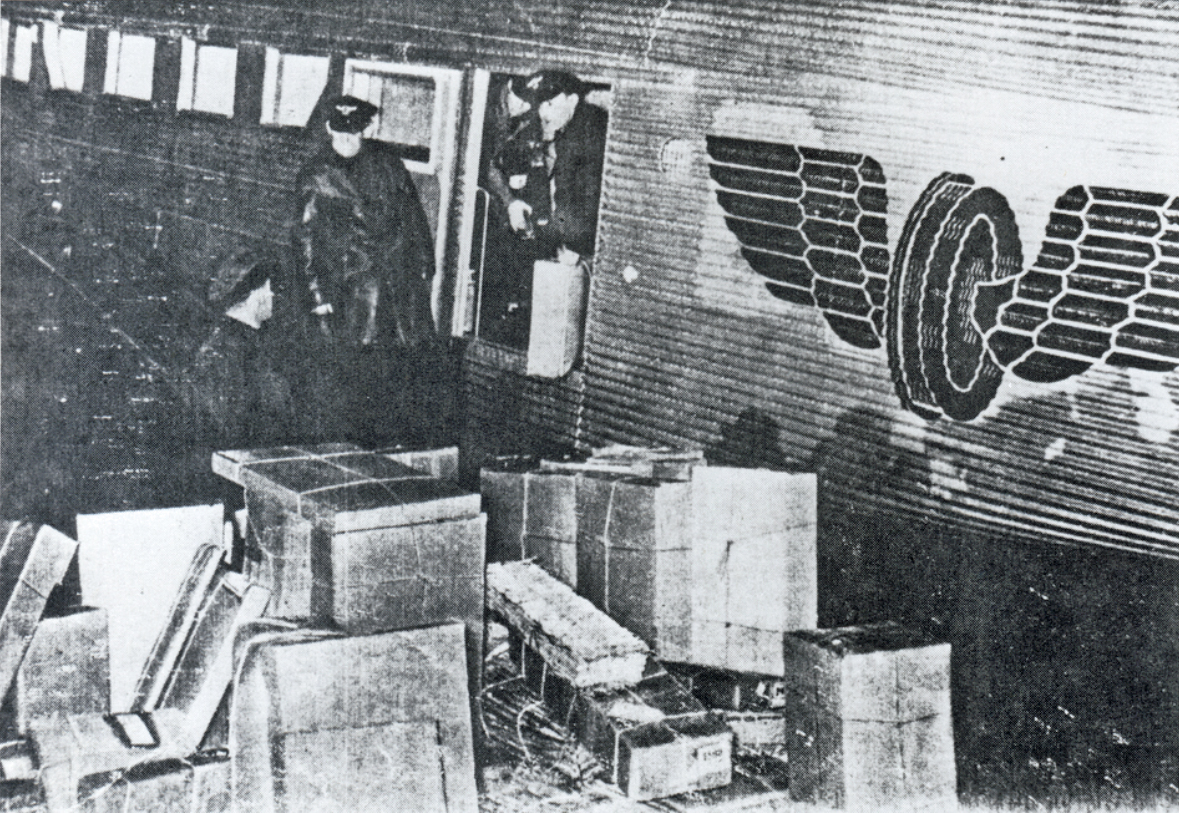
Eine Ju 52 der Reichsbahnflugstrecke (Flügelrad-Emblem) lädt am 1. November 1933 auf dem Flughafen Königsberg-Devau Nachtflug-Expressgut

Erich Warsitz begann seine fliegerische Ausbildung (1929–1930) als Sportflieger für den A2-Schein bei der Akademischen Fliegergruppe (Akaflieg) Bonn/Hangelar. Darauf folgten etappenweise die B1- und B2-Ausbildungen auf verschiedenen Flugplätzen bei den damaligen Luftsportvereinen und eine weitere fliegerische Ausbildung am Standort Stettin der Deutschen Verkehrsfliegerschule (DVS), das heißt die C2-Ausbildung für Landflugzeuge und für die „gewerbsmäßige Personenbeförderung“ sowie sämtliche Segelflugscheine. Zwischendurch machte er den großen Kunstflugschein K 2 und absolvierte die Blindflugausbildung sowie das Steuermannspatent für „kleine Fahrt“. Nachdem er die DVS besucht und dort sämtliche Flugscheine gemacht hatte, betätigte er sich zunächst als Sportflugzeuglehrer, ehe er später zur „Reichsbahnstrecke“ als Fluglehrer, Gruppenfluglehrer und Ausbildungsleiter abkommandiert wurde. (Reichsbahnflugstrecken, offiziell für schnellere Frachtzustellung eingerichtet, verschafften – auf diese Weise getarnt – späteren Bomberbesatzungen Erfahrungen in der Navigation im Langstrecken- und Blindflug.) 1934 wechselte er zur Luftwaffenerprobungsstelle Rechlin, wo er bald alles flog, was von der auf Hochtouren laufenden deutschen Flugzeugindustrie hergestellt wurde. Er begann damit jene Tätigkeit, die ihn wenig später mit geschichtsträchtigen Entwicklungen der Luftfahrt vertraut machen sollte.

#### Heinkel He 111 & He 112

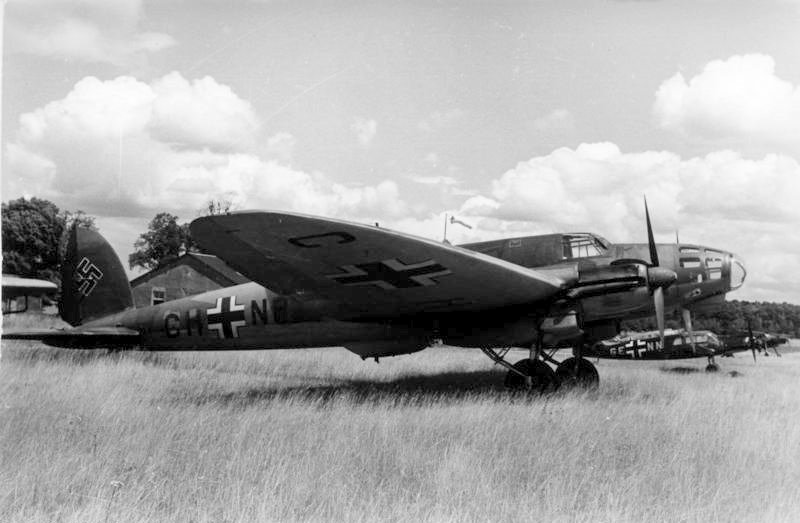
Eine He 111E ohne Raketen-Starthilfen

Ende 1936 wurde er vom RLM für erste Standversuche mit einer umgebauten Heinkel He 112 an die Heeresversuchsanstalt Kummersdorf versetzt, weil er als einer der erfahrensten Testpiloten galt und weil er über außergewöhnliche technische Kenntnisse verfügte. Dort arbeitete Warsitz eng mit dem Entwickler der Raketentriebwerke, Wernher von Braun, zusammen. Für erste Testflüge mit dem Raketentriebwerk wurde der Flugplatz Neuhardenberg, der 1934 als geheim gehaltener Militärflugplatz neu angelegt worden war, vom RLM zur Verfügung gestellt. Warsitz wechselte dorthin und führte die Erprobung der Maschine weiter. Das mit einer Zusatzrakete und normalem Motor versehene Flugzeug startete erstmals mit Warsitz am Steuer Ende Mai 1937. Nach dem Start wurde ausschließlich mit dem Raketentriebwerk geflogen, es gab jedoch technische Probleme und Warsitz konnte die Maschine nur mit Glück landen. Jedoch konnte den vorgesetzten Dienststellen bewiesen werden, dass ein vom Rumpfende aus getriebenes Flugzeug fliegen kann. Warsitz flog daraufhin jeden Prototyp, der in irgendeiner Form mit Raketen und Strahltriebwerken an Flugzeugen zu tun hatte. Dazu zählten auch die Starthilferaketen der Firma Walter, die an einer Heinkel He 111E erprobt wurden. Das RLM interessierte sich für die sogenannten Starthilfen, die der Einfachheit halber unter den Flächen von Bombern angebracht werden sollten, um den Start schwerbeladener oder überlastiger Flugzeuge von kleinen Flug- und Einsatzplätzen mit kurzer Rollstrecke zu verkürzen. Besagte Starthilfen sollten nach dem Start für weitere Einsätze am Fallschirm abgeworfen werden. Später in Peenemünde wurden die Starthilfen auch an einer Messerschmitt Me 321 erprobt.

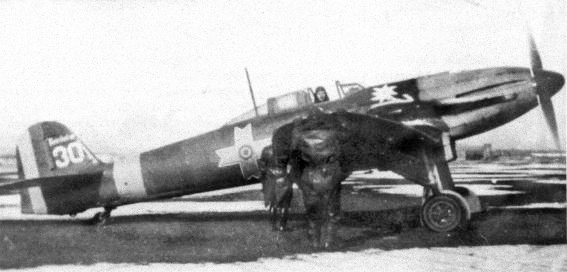
Eine reguläre He 112

Des Weiteren hatte die Firma Walter vom RLM den Auftrag bekommen, auch ein Triebwerk für die He 112 zu bauen, sodass eine Zeit lang in Neuhardenberg nicht nur die Braunsche He 112 stand. Im Unterschied zu von Braun verwendete Walter andere Treibstoffe. Von Braun benutzte hochprozentigen Spiritus und flüssigen Sauerstoff. Dagegen verwendete Walter hochprozentiges Wasserstoffperoxid und als Katalysator Kaliumpermanganat. Beim Braunschen Antrieb kam ein Abgasstrahl heraus und beim Walter-Antrieb ein Dampfstrahl, denn beim erstgenannten Triebwerk handelte es sich um eine direkte Verbrennung, während bei Walter eine Zersetzung stattfand, aber mit derselben Austrittsgeschwindigkeit. Die weiteren Flüge der He 112 wurden fortan mit dem Walter- anstatt mit dem Raketentriebwerk gemacht. Es war zuverlässiger, einfacher in der Bedienung und nicht mit einer solch großen Gefahr für Erich Warsitz und die Maschine verbunden. Nachdem die He-112-Erprobungen mit beiden Triebwerken und die Starthilfserprobungen an der He 111 in Neuhardenberg beendet waren, wurde die Raketentriebwerkserbrobung 1937 zur Heeresversuchsanstalt Peenemünde verlegt, die seit 1936 im Bau war.

#### Heinkel He 176
Noch während in Neuhardenberg die Versuchsflüge liefen, wurde der Begriff „Interzeptor“ geprägt und die Heinkel He 176 sollte hierfür das Forschungsobjekt werden. Das RLM beabsichtigte nämlich, ein neuartiges Jagdflugzeug einzusetzen. Es sollte durch seine enormes Steigvermögen erst starten und fast senkrecht hochgehen, wenn ein feindlicher Bomberverband zum Beispiel in sechs- oder siebentausend Metern Höhe in Sicht kam und von unten einen Kurzangriff mit hoher Geschwindigkeit ausführen, indem man die Salven aus den MG oder Kanonen abschoss und nach dem Leerwerden der Tanks wieder landete. Die Messerschmitt Me 163, welche unabhängig von der He 176 entwickelt und erprobt wurde, kam Ende des Zweiten Weltkrieges noch zum Einsatz.
Da die Konstruktionsentwicklung der He 176 der größten Geheimhaltung unterlag, richtete Ernst Heinkel eine Sonderabteilung in seinem Werk in Rostock-Marienehe ein und baute zunächst eine Holzbaracke, in der die ersten Versuchsarbeiten durchgeführt wurden. Nur ganz wenige Werksangehörige hatten Zutritt. Aus dieser „Bretterbude“ wurde schnell ein fester Bau. Die Entwicklung ging damals sehr schnell vonstatten und in Peenemünde führte Warsitz erste Rollversuche durch, um das Verhalten der Maschine auf der Startbahn festzustellen. Als Erich Warsitz durch die laufenden Rollversuche und Luftsprünge mit immer größeren Geschwindigkeiten die Eigenarten und Tücken zu kennen glaubte, führte er am 20. Juni 1939 den ersten erfolgreichen Flug durch. Auf diesem erfolgreichen Erstflug erreichte die Maschine schon 800 km/h.
Am 3. Juli 1939 führte Warsitz die He 176 in Rechlin Adolf Hitler vor. Obwohl der Flug einwandfrei verlaufen war, erkannte niemand in der Führung die technische und militärische Bedeutung des Raketenfluges.

#### Heinkel He 178

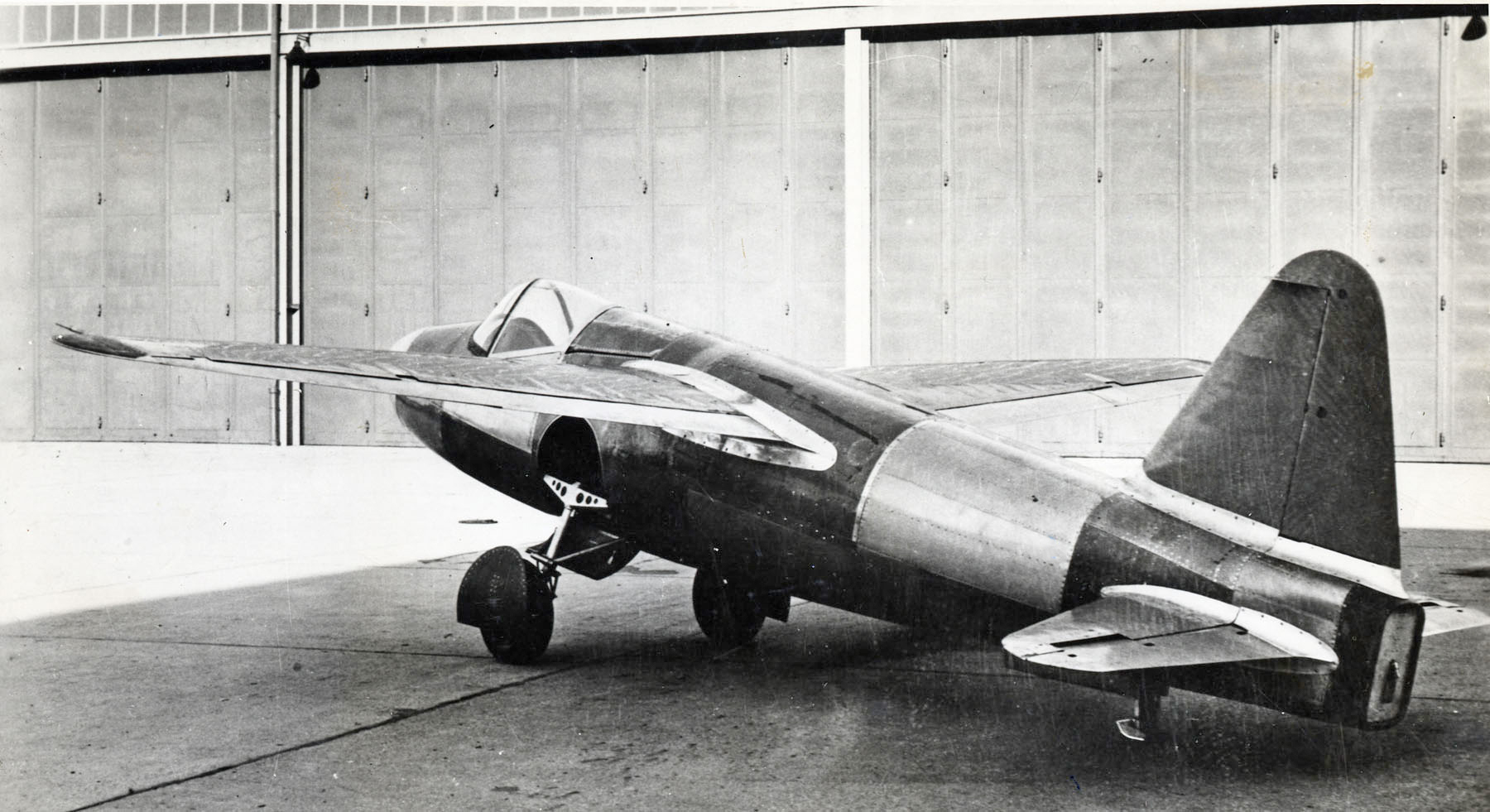
Heinkel He 178

Nach den Erfahrungen mit dem Raketenflugzeug He 176, die in enger Zusammenarbeit mit dem Reichsluftfahrtministerium gesammelt worden waren, war Heinkel verbittert, weil er nicht mehr die nötige Unterstützung bekam, die er sich erhofft hatte, denn nach den ersten Flügen stieß sie nicht mehr auf sonderliches Interesse. Im Luftfahrtministerium zeigten sich lange nicht alle maßgebenden Leute desinteressiert, aber der Zweite Weltkrieg stand vor der Tür und es gab andere Sorgen. Die He 176 wurde fast von vornherein im Auftrag und mit Genehmigung des RLM entwickelt, die He 178 dagegen nicht. Diese Entwicklung zog Heinkel ohne Wissen des RLM durch, und jene kleine Maschine eröffnete wenig später das Düsenzeitalter. Am 27. August 1939, vier Tage vor Kriegsausbruch, führte Erich Warsitz mit der Heinkel He 178 den ersten Flug der Welt eines Düsenflugzeuges auf dem Heinkel-Werkflugplatz von Marienehe bei Rostock durch, ausgerüstet mit Hans Joachim Pabst von Ohains Strahltriebwerk, der HeS-3-Turbine. Die Heinkel 178 wurde durch eine Radialturbine beschleunigt, die einen Standschub von 495 Kilopond erreichte.
Die He 176 stand jahrelang im Werk Rostock-Marienehe unbenutzt herum. Die beiden Prototypen die He 176 und die He 178 landeten nach nur wenigen Testflügen im Luftfahrtmuseum Berlin, wo sie später noch verpackt bei einem Bombenangriff zerstört wurden.

#### Zweiter Weltkrieg
Bis zum Sommer 1940 (Erstflug der DFS 194 mit Raketenantrieb unter Heini Dittmar) blieb Warsitz der weltweit einzige Pilot mit Erfahrung auf strahlgetriebenen Flugzeugen.
Bis in die 1940er-Jahre flog Warsitz so ziemlich jeden Prototypen. „1939 wurde er Cheftestpilot in Peenemünde. In Kriegseinsätzen war er aber nie“.
Nach dem Führerbefehl, wonach alle Entwicklungen, die nicht innerhalb eines Jahres in Form von Großserien zum Tragen kämen, mit sofortiger Wirkung zu stoppen seien, widmete sich Warsitz wieder ganz seiner Tätigkeit als Flugleiter und Chefpilot der Erprobungsstelle Peenemünde. 1941 bekam er den Auftrag von Ernst Udet, in Nantes und in Eindhoven deutsche Bomberbesatzungen in der Verwendung der Starthilfen (Heinkel He 111 und Junkers Ju 88) zu schulen. Im Jahr 1942 erlitt Warsitz bei einem Werftflug mit einer Messerschmitt Bf 109 einen schweren Unfall mit Wirbelbruch;– die Ursache war eine falsch angeschlossene Brennstoffleitung. Einer der erfahrensten Testpiloten Deutschlands konnte mehr als ein Jahr nicht mehr ins Cockpit.
Er beendete nach dem Unfall seine aktive Fliegerlaufbahn. Er öffnete in Nossen, Niederlausitz Luckau/Niederlausitz und Dresden Metallbetriebe. Im Betrieb E. Warsitz Nossen wurden Geschosshülsen hergestellt.
Parallel dazu übernahm er die Leitung der elterlichen Betriebe und gründete die „Warsitz Werke“ in Amsterdam, wo verschiedenste feinmechanische Einzelteile höchster Präzision angefertigt wurden.
Während sich im Krieg die Lage Deutschlands verschlimmerte, wurde er 1943 vom Rüstungsstab beauftragt, Ventile und gewisse Ofenteile für die A4-Rakete, die in die höchste Dringlichkeitsstufe kam, serienmäßig herzustellen.

### Nachkriegszeit

#### Sibirien

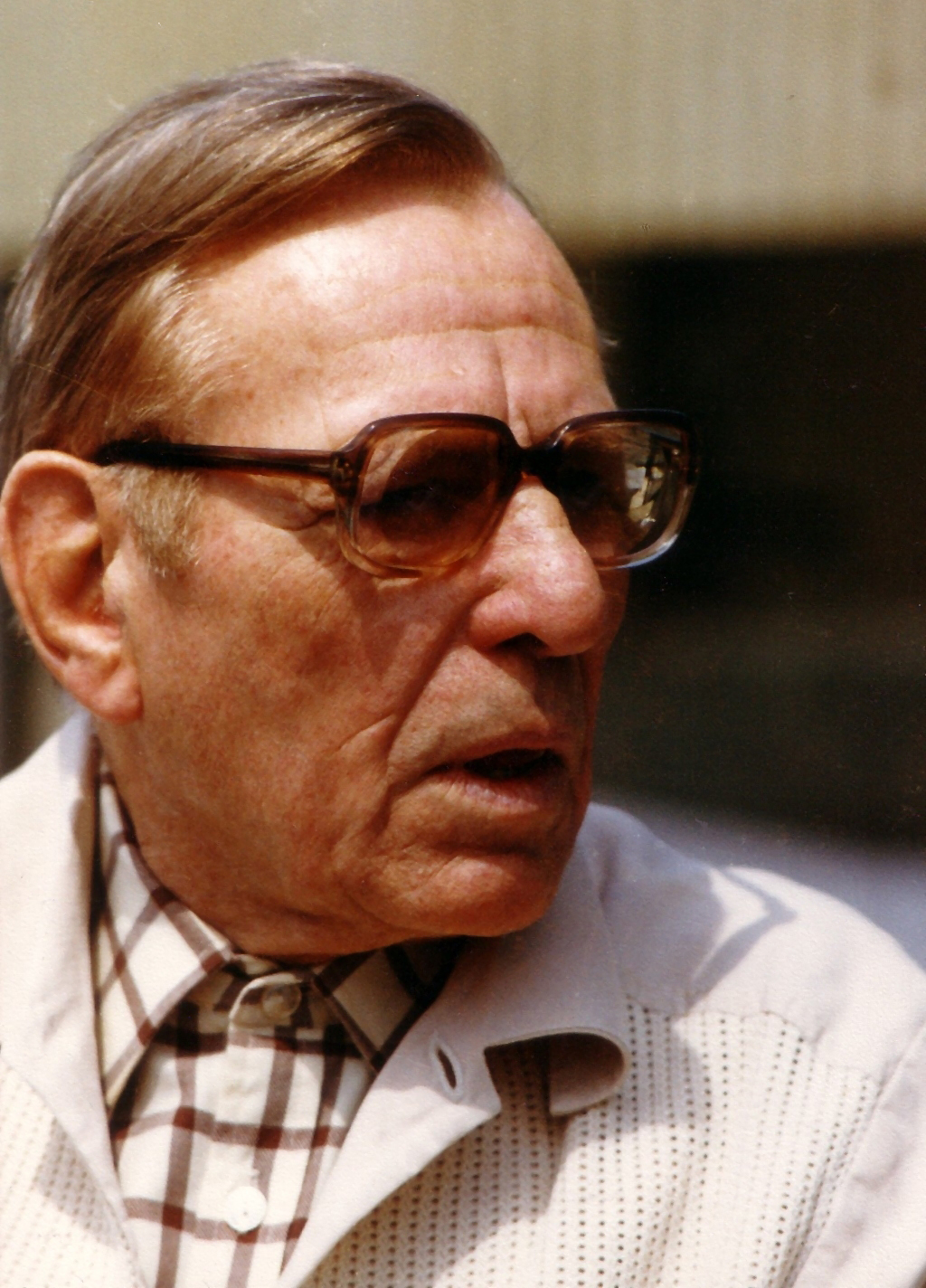
Erich Warsitz im Alter von 75 Jahren (1982)

Nach dem Kriegsende wurde Erich Warsitz in der Nacht vom 5. zum 6. Dezember 1945 von vier sowjetischen Offizieren aus seiner im amerikanischen Sektor von Berlin gelegenen Wohnung entführt. Bei den unzähligen Verhören lag der Schwerpunkt bei seiner früheren Tätigkeit auf dem Gebiet der Raketen- und Düsenflugzeugentwicklungen im OKH und RLM, in Peenemünde und den Heinkel-Werken. Nachdem er die Vertragsunterschrift verweigert hatte, wonach er sich zu fünfjähriger Mitarbeit an der sowjetischen Entwicklung auf diesem Spezialgebiet verpflichten sollte, wurde er zu 25 Jahren Zwangsarbeit verurteilt und anschließend nach Sibirien in das berüchtigte Straflager 7525/13 bei Prokopjewsk gebracht.

#### Maschinenfabrik Hilden
Nach seiner Rückkehr im Jahre 1950 betätigte er sich auf Vermittlung von Bundeskanzler Konrad Adenauer als selbständiger Unternehmer, indem er in Hilden die „Maschinenfabrik Hilden“ Gerresheimer Straße 93 (heute Aldi) gründete. Die Warsitz-Villa lag in der Nähe in Hilden in der Straße " Auf dem Sand 25 " (früher Sandstraße). Im Hildener Werk ließ er anfangs alte Kugellager reparieren, später wurden Hochleistungspumpen gebaut. Am 5. September 1959 besuchte ihn sein Freund Wernher von Braun in der Warsitz-Villa.
Warsitz trat 1965 in den Ruhestand und zog mit seiner Familie in die Schweiz. Sein Wohnsitz war die ehemalige Gemeinde Barbengo, heute ein Ortsteil von Lugano.

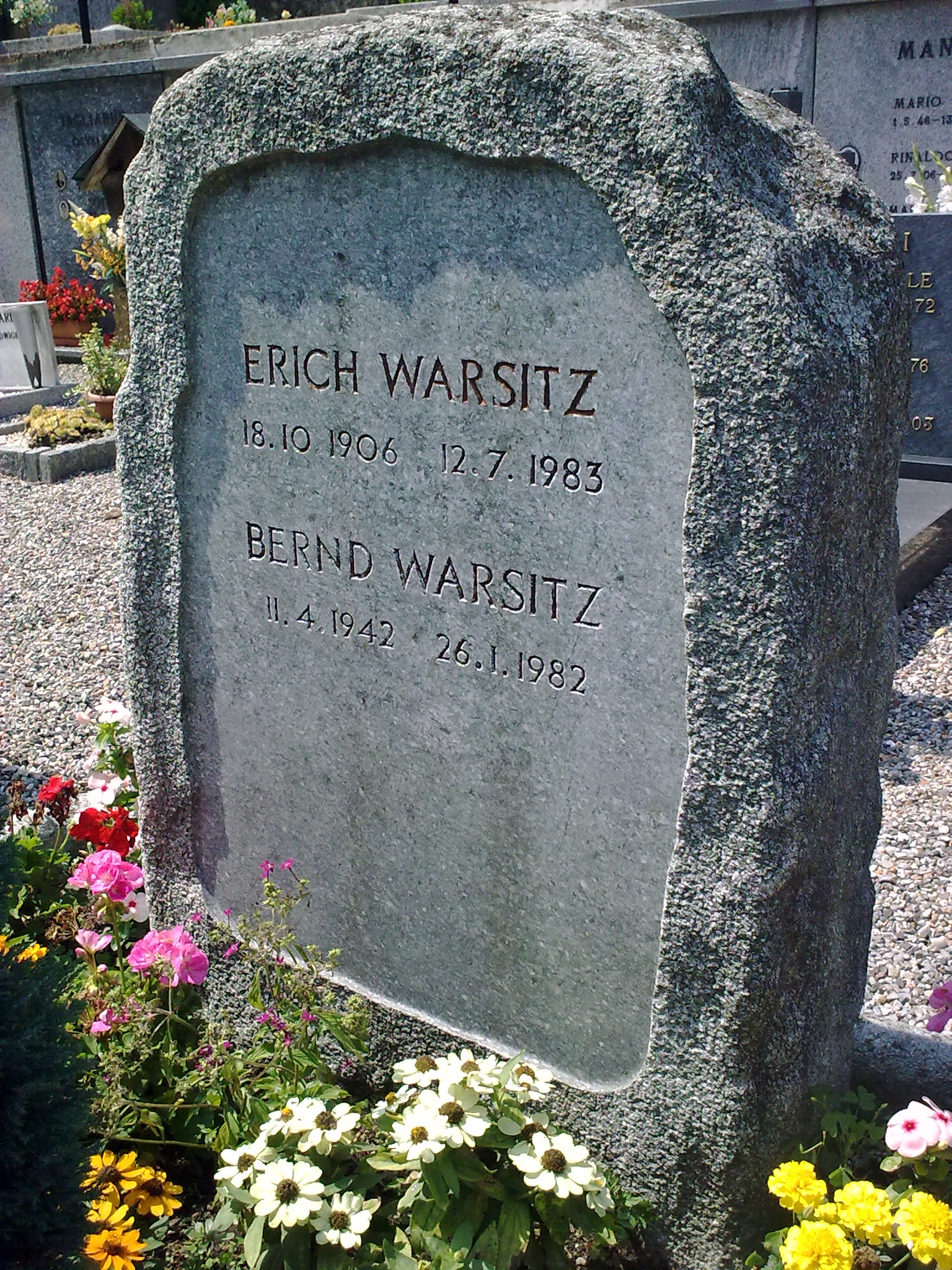
Grabstein von Erich Warsitz (Friedhof in Barbengo, Schweiz)

Erich Warsitz erlitt im Alter von 76 Jahren einen Herzinfarkt und starb am 12. Juli 1983 in Lugano/Schweiz. Er ist dort in Barbengo, Lugano zusammen mit seinem Sohn Bernd (* 11. April 1942; † 26. Januar 1982) begraben.
1963 übernahm die Firma „American Brake Shoe Company (Abex GmbH Denison, Sitz in New York City)“ die „Maschinenfabrik Hilden“ und produzierte dort Hydraulikventile für industrielle Anwendungen. Am 30. Juni 2006 schloss der US-Mutterkonzern Parker-Hannifin das Hildener Denison-Werk. Rolf Krebs (ehemaliger Fertigungsleiter Denison Hydraulik) gründete als Gesellschafter und Geschäftsführer mit 25 ehemaligen Denison Mitarbeiter die Firma „Hilden Komponenten GmbH“.

## Kulturelles

### Dokumentarfilm
ROCKETMEN, produziert von Regisseur Philip Osborn im Jahr 2009. Die Dokumentation zeichnet detailliert mit nachgestellten Szenen, Archivaufnahmen, Computeranimationen, Zeitzeugen und Historikern überwiegend die Forschung der Heinkel He 176 nach.

### Sonderstempel
Anlässlich des 50. Jubiläums des erfolgreichen Starts von Sputnik 1 und des 70. Jubiläums des ersten Starts der Heinkel He 112, ausgerüstet mit dem von Wernher von Braun konzipierten Raketenantrieb, wurden die fliegerischen Leistungen des Erich Warsitz am 4. Oktober 2007 mit einem Sonderstempel von der Deutschen Post gewürdigt.